# All Mirrors
All Mirrors è il quarto album in studio della cantante statunitense Angel Olsen, pubblicato nel 2019.
Pitchfork ha inserito l'album nella classifica dei migliori album del 2019.

## Tracce
Testi di Angel Olsen, musiche di Angel Olsen e Ben Babbitt.
1. Lark – 6:19
2. All Mirrors – 4:42
3. Too Easy – 2:58
4. New Love Cassette – 3:27
5. Spring – 3:23
6. What It Is – 3:17
7. Impasse – 4:24
8. Tonight – 4:39
9. Summer – 4:05
10. Endgame – 5:20
11. Chance – 6:00